# Староверовское водохранилище
Староверовское водохранилище — небольшое русловое водохранилище на реке Берестовенька (правый приток реки Берестовой). Расположено в Нововодолажском районе Харьковской области Украины, у села Староверовка. Водохранилище построено в 1981 году по проекту украинского отделения института «Сельенергопроект».
Назначение — орошение, рыборазведение, рекреация. Вид регулирования — сезонное.

## Основные параметры водохранилища
- Нормальный подпорный уровень — 115,5 м;
- Форсированный подпорный уровень — 116,7 м;
- Полный объём — 2890000 м³;
- Полезный объём — 2670000 м³;
- Длина — 4,12 км;
- Средняя ширина — 0,32 км;
- Максимальные ширина — 0,60 км;
- Средняя глубина — 2,19 м;
- Максимальная глубина — 5,50 м.

## Основные гидрологические характеристики
- Площадь водосборного бассейна — 115,9 км².
- Годовой объем стока 50 % обеспеченности — 5790000 м³.
- Паводковый сток 50 % обеспеченности — 3940000 м³.
- Максимальный расход воды 1 % обеспеченности — 89,5 м³/с.

## Состав гидротехнических сооружений
- Глухая земляная плотина длиной — 855 м, высотой — 9,1 м, шириной — 10 м. Заделка верхового откоса — 1:2,5, низового откоса — 1:2.
- Шахтный водосброс из монолитного железобетона высотой — 5,5 м, прямоугольным сечением 5×9 м.
- Водоотводная труба из сборных железобетонных блоков, размерами 3 (2,0×2,5) м, длиной — 29,5 г.
- Рекомендуемый водовыпуск размерами 0,8×0,8 м в передней стенке шахты на уровне дна, оборудовано металлическим затвором. Расчетный расход — 2,5 м³/с.

## Использование водохранилища
Водохранилище было построено для орошения. В настоящее время используется для рыборазведения ПСРП «Новомосковский рыбхоз».